# Euromasters
Euromasters is een Nederlandse hardcore act (band). De act werd in 1992 opgericht door Rob Fabrie en ging deel uitmaken van Rotterdam Records dat in handen is van DJ Paul Elstak. In 1992 kwam de act met het album „Alles naar de Klote“. Deze platen waren een van de eerste echte "Gabberhouse" platen, en luidde officieel het begin in van de Nederlandse hardcore.
De naam Euromasters is afgeleid van de Euromast die in Rotterdam staat.
Een van de eerste platen van de Euromasters was de plaat „Amsterdam waar lech dat dan?“.
Deze track kreeg de primeur op een Amsterdams feest, alleen op dat moment zat de tekst er nog niet in. De hele zaal ontving de track enthousiast, totdat een aantal weken daarna de officiële release was, waarbij de tekst ditmaal niet was weggelaten.
Toen Rob Fabrie bekendheid begon te krijgen onder zijn pseudoniem "Dj Waxweazle", besloot hij om de naam "Euromasters" over te dragen aan twee vrienden van hem (O. Merkert en J. Teunissen).
Merkert en Teunissen zijn verantwoordelijk voor tracks als "Noiken in de Koiken" en "Alles naar de klote".
Andere producenten waarmee de Euromasters mee te maken hebben gehad zijn:

DJ Paul Elstak, Rob Fabrie (alias dj Waxweazle), Stek, Hoschi en The Engineer.

## Discografie

### Singles
- Amsterdam Waar Lech Dat Dan?
- Alles Naar De Klote!!!
- Neuken In De Keuken (Noiken In De Koiken)
- Oranje Boven
- A Message From Hell
- Rotterdam Ech Wel
- Everybody Clap Your Hands